# Salmas
Salmas (em persa: سلماس; romaniz.: Salmās), Salamas (em siríaco: ܣܵܠܵܡܵܣ; em azeri: سلماس; em curdo: سەڵماس) ou Salmate (em armênio: Սալմաստ; romaniz.: Salmat) é uma cidade no distrito central do condado de Salmas, na província do Azerbaijão Ocidental, no Irã. Fica a noroeste do lago Úrmia, perto da Turquia. Segundo o censo de 2016, havia 92 811 habitantes.

## Nome
O nome original de Salmas era Dilmã (Dilman), que provavelmente está relacionado aos dailamitas que às vezes controlavam a região. No século XX, era conhecido como Xapur (Šāhpūr).

## História
Salmas está localizada na região histórica do Azerbaijão. Suas relíquias arqueológicas, que datam do Reino de Urartu (860–590 a.C.), atestam sua longa habitação humana. Salmas fazia parte da província de Nova Siracena (Persarmênia) do Reino da Armênia, que era habitada por armênios. Um relevo rochoso erguido durante o reinado do xainxá Artaxer I (r. 224–242) está localizado na vila de Cã-Tacti perto de Salmas. Este relevo rochoso ilustra dois cenários semelhantes em que um homem de pé recebe um anel de um homem montado num cavalo. Os nomes dos homens em pé estão sujeitos à interpretação, mas os cavaleiros são normalmente considerados Artaxer I e seu filho e herdeiro, Sapor I (r. 240–270). O orientalista alemão Ferdinand Justi (falecido em 1907) teorizou que o relevo tem o objetivo de mostrar a gratidão dos armênios a Artaxer I e Sapor I, algo que alguns estudiosos posteriores apoiaram. O iranólogo Ehsan Shavarebi considera essa teoria "lógica", mas enfatiza que "precisamos de mais investigações sobre o evento retratado no relevo". Ele sugere que o relevo rochoso tem o objetivo de ilustrar a provável paz feita entre Artaxer I e o Reino da Armênia. Quando a dinastia arsácida da Armênia foi abolida e o país foi transformado numa província sassânida em 428, Nova Siracena e Caspiana foram incorporados à província sassânida do Azerbaijão.
Dois sítios arqueológicos que mostram habitação durante a era sassânida foram encontrados perto de Salmas. Um deles é conhecido como Haftã Tepe, que contém cerâmica da era sassânida semelhante àquelas encontradas em Tacte-e Soleimão. O outro é chamado Cazum Bassi, localizado ao sul de Salmas. Eles provavelmente foram usados como centros militares e administrativos. O historiador muçulmano do século IX Albaladuri relatou que os impostos de Salmas foram dados a Moçul há muito tempo, sugerindo que durante a conquista árabe do Irã foram os exércitos árabes de Diar Rebia que conquistaram Salmas. Durante o reinado de Marzubã ibne Maomé (r. 941/2–957) da dinastia salárida dos dailamitas, Salmas foi subjugada ao seu governo. Em 943/4, Marzubã repeliu um ataque a Salmas pela dinastia hamadânida e, em 955/6, foi atacada pelo líder militar curdo Daissã. Em 975, Salmas estava aparentemente sob o governo da dinastia rauádida curda, que depois de 983/4 governou todo o Azerbaijão.
Salmas é descrita pelos geógrafos islâmicos do século X ibne Haucal e Alistacri como uma pequena cidade no Azerbaijão com uma muralha resistente num local fértil. Outro geógrafo islâmico do século X, Mocadaci, considera que a cidade fazia parte da administração da Armênia e era habitada por curdos, que, de acordo com o estudioso moderno e orientalista Clifford Edmund Bosworth, deve ter feito parte da tribo dos hadabanitas. Em 1054/5, o Império Seljúcida impôs seu governo aos rauádidas e, em 1070, removeu-os do poder, resultando na captura de Salmas pelos seljúcidas. Em 1064, o sultão seljúcida Alparslano (r. 1063–1072) fez uma campanha militar contra os bizantinos, armênios e georgianos, da qual os curdos de Salmas participaram. Salmas estava em ruínas durante a vida do estudioso muçulmano Iacute de Hama (falecido em 1229), mas de acordo com o geógrafo Handalá Mustaufi (falecido após 1339/40), estava novamente prosperando em meados do século XIV. O vizir Cuaja Tajadim Ali Xá de Tabriz reconstruiu o longo muro de oito mil degraus da cidade durante o reinado do cã do Ilcanato Gazã (r. 1295–1304), e as receitas de Salmas — presumivelmente as de todo o distrito — totalizaram 39 mil dinares, uma grande quantia.
Outra menção à cidade foi feita em 1281, quando seu bispo assírio fez a viagem à consagração do patriarca da Igreja Assíria do Oriente Iabalaa III em Baguedade. Na Batalha de Salmas em 17-18 de setembro de 1429, a Confederação do Cordeiro Negro foi derrotada por Xaruque Mirza, que estava consolidando as propriedades timúridas a oeste do lago Úrmia. A tribo dos laquitas se estabeleceu na área de Salmas no final do século XVI. Parece que na época, o governador laquita e de Salmas era intercambiável. Hoje, permanece um possível traço final da tribo em Laquestão. Em março de 1915, Jevedete Bei ordenou que 800 assírios de Salmas fossem mortos. Mar Ximum, o patriarca da Igreja Assíria do Oriente foi assassinado pelo chefe curdo Simko Shikak em Salmas em março de 1918. Por volta do início da década de 1910, o Império Russo começou a estacionar infantaria e cossacos em Salmas. Os russos recuaram na época da ofensiva de Enver Paxá na região do Irã-Cáucaso, mas retornaram no início de 1916 e permaneceram até o início da Revolução Russa.